# Ізотіазол
Ізотіазол або 1,2-тіазол — це тип органічної сполуки, що містить п'ятичленне ароматичне кільце, яке складається із трьох атомів вуглецю, одного атома азоту та одного атома сірки. Ізотіазол належить до класу сполук, знаних як азоли.

## Історія
Ізотіазоли – це відносно новий клас гетероциклічних сполук. 1,2-тіазол вперше отримано у 1956 р. На той час досить добре були досліджені 1,2-азоли, причому не тільки теоретично, а й в плані практичного застосування.
Подальший активний розвиток хімії ізотіазолів, інтенсивні розробки методів синтезу і вивчення хімічних перетворень його похідних, виконані у 1960-1990 рр., обумовлені насамперед надзвичайно широким діапазоном корисних властивостей, виявлених серед цього класу сполук.    
Першопочаткові відомості з хімії ізотіазолів було описано в оглядах Вулдріджа. Найбільш повне узагальнення результатів досліджень зроблено в монографії Губена-Вейля, у якій міститься більше 500 посилань до 1992 року включно.

## Синтез
Вперше ізотіазол (1) отримано окисненням 5-амінобензо-1,2-ізотіазолу (2) лужним розчином перманганату калію з наступним декарбоксилюванням ізотіазол-4,5-дикарбонової кислоти (3).
Пізніше ізотіазоли синтезували із більш простих і доступних речовин.

### Синтез ізотіазолів на основі реакцій циклізації
Основні методи побудови ізотіазольного циклу базуються на реакціях циклізації сполук, що містять фрагменти {\displaystyle {\ce {N-C-C-C-S}}}, і гетероциклізації сполук, які у своєму складі мають атоми азоту, сірки і вуглецю. 
Так, різноманітні 5-амінопохідні ізотіазолу (1) можуть бути отримані окисненням амідів 2-аміноалк-1-ентіокарбонових кислот (2).
R = Et, Pri, Bun, Bui, But, cyclo-C6H11  

При окисненні амідів 3-аміно-3-(диалкіламіно)тіоакрилової кислоти (2) утворюються 3,5-диамінопохідні тіазолу (1).
R = Alk
Сполуки, які містять у положенні 1,3 тіокарбонільну та іміно- чи аміногрупи, при дії окисників також циклізуються з утворенням ди- і тризаміщених ізотіазолів. 

### Синтез ізотіазолів з інших гетероциклічних сполук
Методи синтезу ізотіазолів з інших гетероциклічних сполук належать до найдавніших, проте сьогодні вони широко використовуються. 
- 3,5-дизаміщені ізотіазоли (1) отримано з ізоксазолів (2) при їх взаємодії з фосфор (V) сульфідом у піридині.[9]

R = H, MeO  
- 2,5-Дизаміщені фурани реагують з етилкарбаматом та тіоніл хлоридом з утворенням 5-ацилізотіазолу.

- 1,2-Дитіолієві солі реагують з аміаком при охолодженні з утворенням дизаміщених ізотіазолів.

- Диціанометилендитіазоли рецилізуються з утворенням ізотіазолів при дії бромоводню.

## Фізичні властивості
Ізотіазол - це безбарвна рідина з температурою кипіння 114,1 °C. Має характерний неприємний запах. Важко розчинна у воді. Є добрим розчинником для багатьох органічних речовин.

## Хімічні властивості
- Електрофільне заміщення.  Серед 1,2-азолів ізотіазол проявляє найнижчу реакційну здатність у реакціях електрофільного заміщення. Воно відбувається за участю 4 положення.

- N-Алкілювання.  Ізотіазоли, що містять гідроксильну групу в 3 чи 5 положенні, зазнають алкілювання по атому Нітрогену при дії таких реагентів як діазометан чи диметилсульфат.

- Галогенування.  3-Гідроксиізотіазол реагує з POBr3 з утворенням 3-бромоізотіазолу. Натомість аналогічна реакція з PBr3 відбувається до утворення 3,4-дибромоізотіазолу.

- Реакції нуклеофільного заміщення.  Ізотіазоли, що містять в 3 чи 5 положенні галоген, легко вступають у реакції нуклеофільного заміщення.

- Реакції окиснення.  Ізотіазоли при дії пероксикислот зазнають окиснення з утворенням відповідних сульфоксидів.

## Застосування
Ізотіазоли використовують у кольоровій фотографії як стабілізатор фотоматеріалів.
Одержані на основі ізотіазолів пеніциліни та цефалоспорини є високоефективними медичними препаратами. В останнє десятиліття ХХ ст. серед ізотіазолів знайдено препарати для лікування хвороби Альцгеймера, злоякісних пухлин, психічних розладів, вірусних інфекцій. Ізотіазоли є інгібіторами різноманітних ферментів, а також використовуються як пестициди. Сахарин є замінником цукру у раціоні хворих на діабет.
Приклади застосування сполук ізотіазолу: